# 伊豆佐比売神社

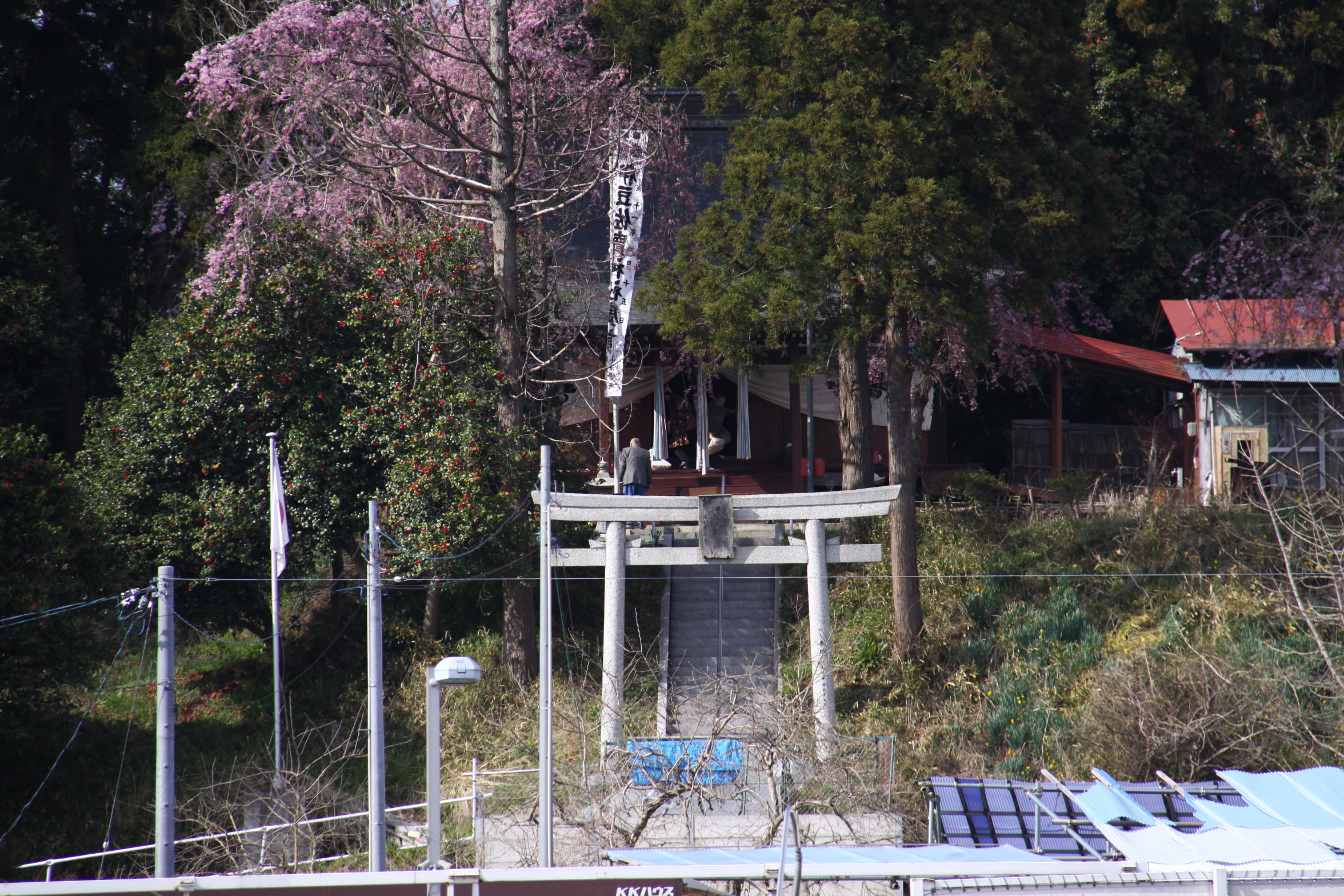
伊豆佐比賣神社　鳥居

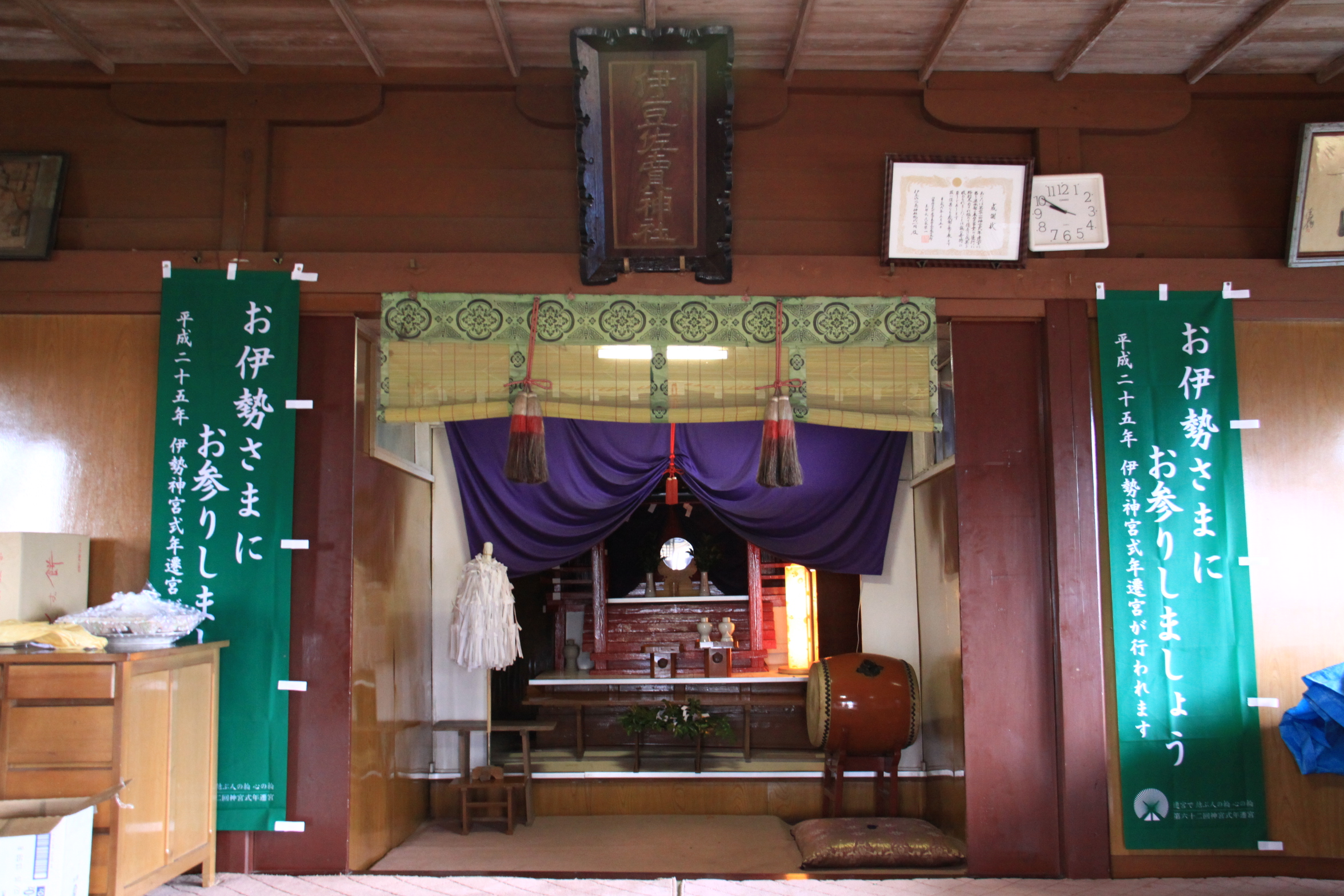
伊豆佐比賣神社　拝殿内部
御簾の向こう、榊が供えられている朱塗りの社殿が本殿。本殿は雨風が当たらぬよう壁と天蓋で完全に囲まれているため、外からは見ることができない。
例祭時に許可を頂いて撮影。

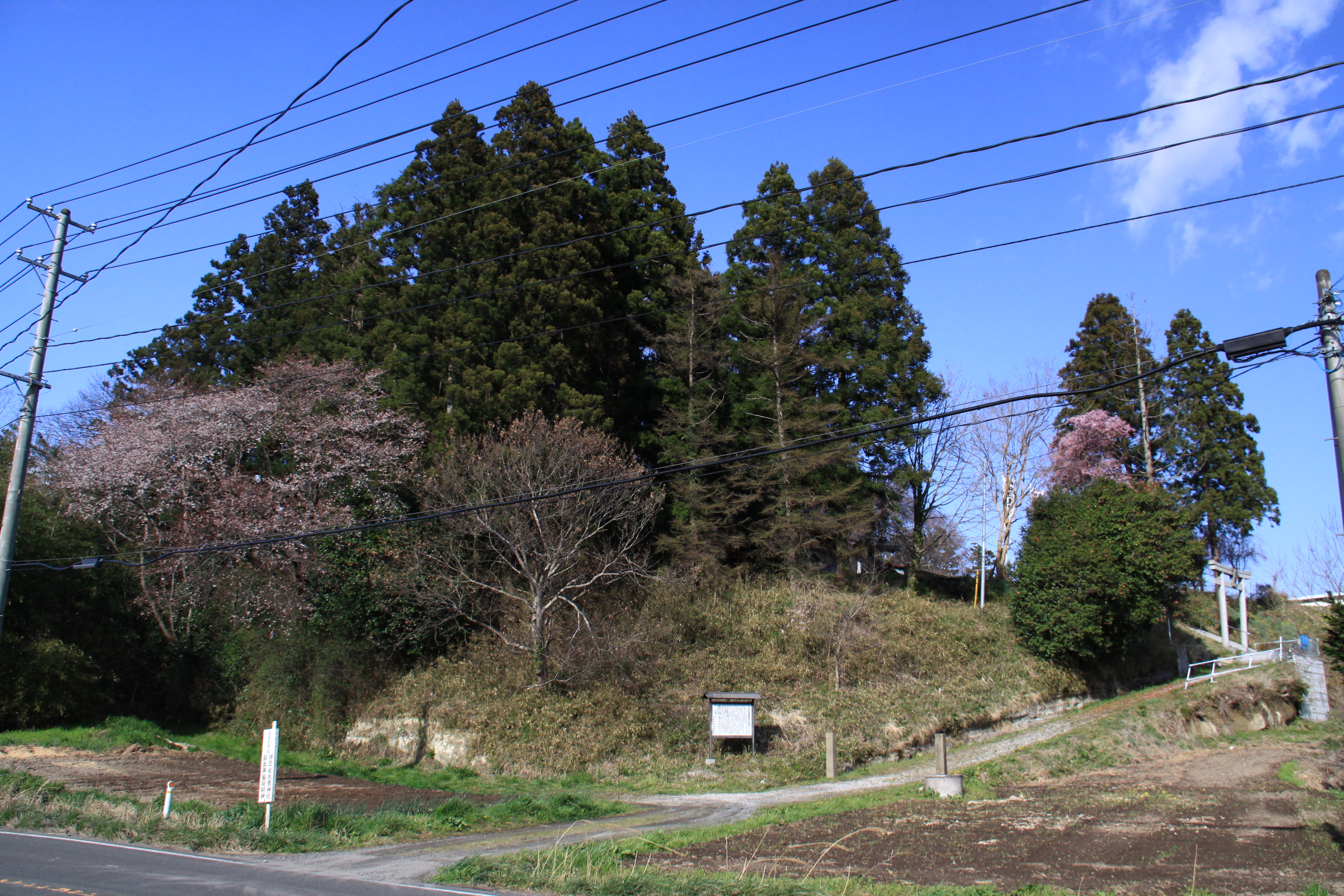
九門長者屋敷跡
丘の上はかなり広い平地になっており、往古は豪農の九門長者屋敷があったと言われる。伊豆佐比賣神社の境内は丘の上の一部分である。

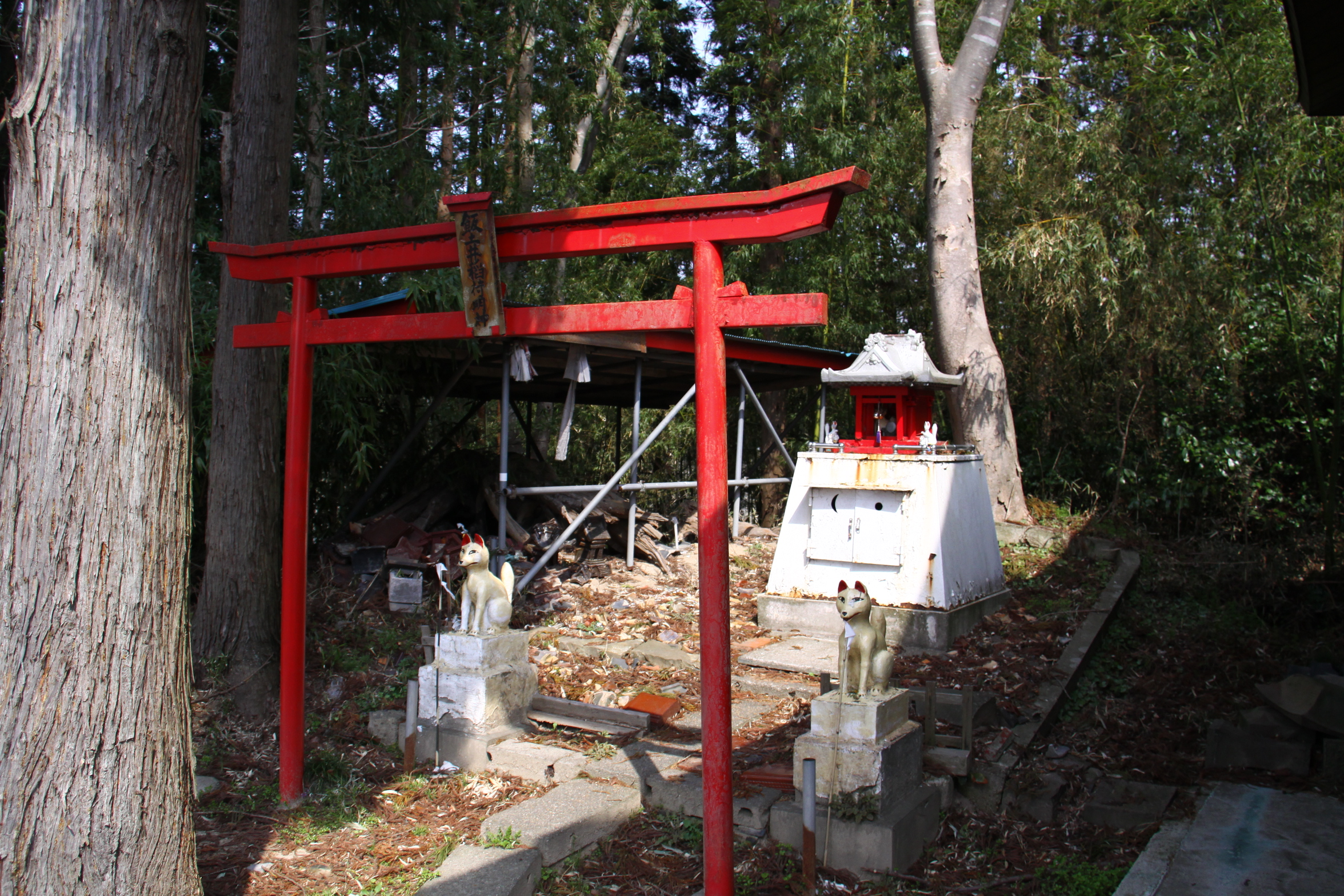
飯土井稲荷明神と欅古株
飯土井稲荷明神の社の左、トタン葺の雨覆いの下に欅の古株と返還された欅材がある。

伊豆佐比賣神社（いずさひめじんじゃ）は、宮城県宮城郡利府町にある神社である。『延喜式神名帳』に小社として記載されている式内社で、旧社格は村社。長者（九門）屋敷という小高い丘上に鎮座する。

## 祭神
平成21年（2009年）4月に宮司に伺ったところ、当神社の祭神は伊豆佐比賣命（いずさひめのみこと）で、『延喜式神名帳』に記載がある神とのこと（『延喜式神名帳』での表記は伊豆佐賣）。五穀豊穣の神として祀られているという。
『延喜式内陸奥一百座　平成巡礼記』では、伊豆佐比賣命は『大日本神名辞書』などの調べではどのような神であるか不明であると述べた上で、当神社に祀られている神について2説の推論をあげている。
1. 「湯の神」説
出口延経の『神名帳考証』巻5[4]には「伊豆国伊豆奈比咩命神社、按穀霊、出羽国由豆佐賣神社」と記載されている。由豆佐賣神社の由豆佐とは「湯出沢」の義で、湯の守り神とされる[5]。さらに『利府町誌』[6]に「出羽国田川郡（現在は山形県鶴岡市湯田川）の由豆佐比賣神社と同じ祭神で湯の湧き出るを神の業となし、物の生み出す神を女神としたのであろう。沢乙や産野原に当時は湯が湧いたのであろうか。」との記述があることを紹介。現在も当神社の4km圏内に2つの温泉が湧き、この内の1つ「沢乙の湯」は榎川の流域にあって、当神社から榎川に至る丘陵で縄文前期の居住跡「六田遺跡」が昭和60年（1985年）に発掘されたことは、この土地の開発や当神社の勧請創建と無関係ではないように感じられる、と考察した。
2. 「穀霊の神」説
鎮座地の「飯土井」は、『出羽陸奥の古社』の著者 本郷 馨 氏が著書中で「飯豊」の訛りではないか、と述べていることを引いた上で以下のような推論を行っている。すなわち『延喜式神名帳』に記載がある陸奥国100座の中で、温泉の湧き出るところの神は「温泉神社」と称し、「飯豊」に関係している社は「湯の神」より「穀倉の神」や「生産の神」とされているようだと。また、『神名帳考証　巻5』[4]の当神社の項には「按宮城以有屯倉名郡、伊豆佐賣倉廩守護之神歟」との記述がある[7]ことを紹介し、鎮座地の地勢や豪農九門長者が成立した理由などからも、穀霊の神をお祀りしても不自然ではない、と考察した。

また、『延喜式内陸奥一百座　平成巡礼記』では、享保4年（1719年）に著された『奥羽観蹟聞老志』が祭神を溝昨比咩（かうさひめ）としていることに触れ、同書が溝昨比咩と記したところには特別の記述はなく、ただ「圭田28束三毛田所祭溝昨比咩也」とあるのみと述べている。さらに、安永元年（1772年）の『封内風土記　巻之4』等、その後に著された諸誌が当神社の加階について全く同じ箇所に誤りがあることから、『封内風土記』等その後に著された諸誌が『奥羽観蹟聞老志』を基に書かれているのではないかと推測している。
これらを踏まえ『延喜式内陸奥一百座　平成巡礼記』では、祭神を素直に「伊豆佐比賣命」と考えると「伊豆」は厳、「佐」はことを推し進める接頭的語意、「比賣」は女性で生産の根元として定説が成り立っているのだから「生成化育の神」すなわち当地の生産を守護する「穀霊、倉廩守護の神」と考えられること。祭神を溝咋比賣命と記載している『宮城県神社名鑑』が当神社の項の末尾に「式に伊豆佐賣神社とあり、文徳実録は伊豆佐咩神に作る。社伝溝咋比咩とするはいかが、・・・」と記載していること。『利府村誌』に「この神は女性で、米作地帯の水の灌漑を第一に司り、秋の五穀豊穣へと農民が精出す上、この辺一帯の往古から水田開墾以来日夜尊敬されていた神社である。」と記していることを挙げ、当神社の神は「五穀豊穣の女神」である伊豆佐比賣命または豊受姫命ではないかと考察している。
その他の異説として『延喜式内陸奥一百座　平成巡礼記』では、安永7年（1778年）に書かれた『延喜式陸奥一百座参拝録』に「伊津佐比賣命乗跡、俗ニ阿久玉御前ト云。」と記載されている（阿久玉御前については後述の九門長者屋敷跡を参照）ことを紹介しているが、阿久玉御前を当神社の祭神と結びつけるのはどうかと思われる、とも述べている。
いずれにしろ、現在のところ宮司および氏子とも、当神社の祭神を五穀豊穣の伊豆佐比賣命として祀っている。

## 由緒
創祀年代は不詳であるが、『奥羽観蹟聞老志』や寛保元年（1741年）に著された『封内名蹟志』、万延元年（1860年）に著された『新撰陸奥風土記』などによれば、天武天皇2年（私年号では白鳳2年、673年）に圭田（祭祀用として天子から賜る田）を奉り神祭を行ったと言い、『封内名蹟志』では更に「古昔大社也」と記されている。しかし『利府町誌』では、この時には未だ多賀城が確立せず、多賀城の設立に伴って祀られる宮城郡の4座もこの頃には無い、この説の論拠となっている『惣国風土記』残篇が偽書らしいこともあり採用できない説である、としている。これに関し、『延喜式内陸奥一百座　平成巡礼記』では、当時蝦夷に対する平定は幾度か行われており、また『日本の神々 -神社と聖地-　12　東北・北海道』が論じるように土地の人達が信仰した神の社は存在したと思われ、一概に天武天皇2年説を否定するのも如何であろうか、と述べている。
『日本文徳天皇実録』仁寿2年（852年）8月7日の条には、当神社へ正五位下の神階が陞叙された事が記録されているが、「加正五位下」とあるのでそれ以前に神階の授与があった可能性がある。延長5年（927年）には延喜の制で小社に列した。
その後の沿革は不明だが、12～13世紀頃の社殿が万治3年（1660年）2月の類焼により焼失し、正徳5年（1715年）に仙台藩4代藩主綱村が社殿を建造したと伝えられている。4代藩主綱村が建造した社殿の規模は不明であるが、安永3年（1774年）の『安永書出』には「社殿3尺作」と当時の社殿の大きさが記録されている。
いつの頃からか鹽竈神社（現在の志波彦神社鹽竈神社）の末社とされたが、その経緯はよく分かっていないとされる。『新撰陸奥風土記』に「鹽竈社の末社なりと云はいかが」と疑問の意が述べられているので、江戸時代後期には末社とされていたようである。
明治維新の際に当神社の神域が陣営となり、戦闘により社殿などの建物が破壊されて暫時祭典の礼を欠いたが、その戦禍の後、再び3尺ほどの社殿が建てられたと言う。大正15年（1926年）の利府村長による「由緒に関する意見書」では、明治9年（1876年）村社に列せられ、翌10年（1877年）3月に国幣中社志波彦神社鹽竈神社の摂社に定められたとするが、『宮城郡誌』では、昭和2年（1927年）5月5日、現地の人達の努力により村社列格の議が決せられたと述べられている。
大正5年（1916年）12月には沢乙の小刀神社と熊野神社、神谷沢の熊野神社、菅谷の熊野神社、入菅谷の加茂神社の5社を合祀し、大正9年（1920年）には本殿及び拝殿を新築した。現在は鹽竃神社からも独立している。
『利府村誌』によれば、当神社は岩手県斯波郡赤石村（現在の岩手県紫波郡紫波町桜町付近）と仙台市宮城野区岩切字畑中に分霊され、岩切にある分祠の鳥居は当神社へ向けて立てられていると言う。

## 社名
宮城県神社庁への登録は伊豆佐比賣神社。
伊津佐比売神社、伊豆薩姫神社と表記されることもあるが、拝殿内の額や『延喜式神名帳』などは伊豆佐賣神社（いずさめじんじゃ）と表記している。『延喜式内陸奥一百座　平成巡礼記』では、『日本文徳天皇実録』に陸奥国伊豆佐咩神とあり、この「咩」は確実に「メ」であるので「イズサメ神社」が正しいのではないかと考察している。
また、『新撰陸奥風土記』に「郷人、御姫の宮と云ふ」と記されているが、『延喜式内陸奥一百座　平成巡礼記』では、著者が取材した1990年代の時点で御姫の宮と呼んでいたのは80歳以上の人のみで、その他の人は「イズサヒメ神社」と呼んでいた、と記している。

## 文化財・遺構
- 九門長者屋敷跡

当神社の鎮座する丘は、往昔奥州で著名な九門長者という者の屋敷があったといい、以下の伝説が残されている。
長者の召使の中に、紀伊の公家である斎大納言（いつきだいなごん）の姫で、伊勢参詣の帰りに掠われて長者に召使として売られた悪玉（あくだま）という女がいた。彼女は「普通の人には醜い女と見え、身分の高い人にはもとの美しい姫の姿に見えるように」と守り本尊の観世音菩薩に祈願をしていたため、普段は非常に醜い姿をしていたが、蝦夷征伐の折に長者宅に立ち寄った坂上田村麻呂に見染められ、延暦18年（799年）8月1日に男子を出産、この子を千熊丸（せんくままる）と名付け、千熊丸が13歳になった時に共に上京して田村麻呂と対面をし、千熊丸は2代目田村麻呂となったという。
- 欅古株

境内外社である飯土井稲荷明神の脇、雨覆いの下に、幹周り約5～6mで焼跡を黒く残した欅（けやき）の古株がある。『利府村誌』には「1,000年以上の大欅あり、1本現存している」と記され、『宮城県史』には昭和32年（1957年）当時の写真が載っている。『延喜式内陸奥一百座　平成巡礼記』によれば、昭和41年（1966年）に火を発して幹の中まで焼損したため伐採することとなったが、作業にかかったところ鋸が次々と折れ、作業に当たった職人2名までが不幸に遭い、さらにこの木材を買った人にまで変事が起こったため、買主の人が輪切りを社に納めて祭りを行ったと言う。また、枝に至るまで木目が美しかったので近郊の人が持ち帰ったところ、やはり災いがあったので恐ろしくなって返還されたものが雨覆いの下に積まれていると言う。